# Okręg wyborczy Kingston upon Hull East
Okręg wyborczy Kingston upon Hull East, zwany również Hull East, powstał w 1885 r. i wysyła do brytyjskiej Izby Gmin jednego deputowanego. Okręg obejmuje wschodnią część miasta Kingston upon Hull.

## Deputowani do brytyjskiej Izby Gmin z okręgu Kingston upon Hull East
- 1885–1886: William Saunders(inne języki), Partia Liberalna
- 1886–1892: Frederick Brent Grotrian(inne języki), Partia Konserwatywna
- 1892–1895: Clarence Smith(inne języki), Partia Liberalna
- 1895–1906: Joseph Thomas Firbank(inne języki), Partia Konserwatywna
- 1906–1918: Thomas Ferens(inne języki), Partia Liberalna
- 1918–1922: Charles Murchison(inne języki), Partia Konserwatywna
- 1922–1929: Roger Lumley(inne języki), Partia Konserwatywna
- 1929–1931: George Muff(inne języki), Partia Pracy
- 1931–1935: John Nation(inne języki), Partia Konserwatywna
- 1935–1945: George Muff(inne języki), Partia Pracy
- 1945–1970: Harry Pursey(inne języki), Partia Pracy
- 1970–2010: John Prescott, Partia Pracy
- 2010–: Karl Turner(inne języki), Partia Pracy

## Źródła
- Kingston upon Hull East (1950–1974)
- Kingston upon Hull East (1974–1983)
- Kingston upon Hull East (1983–1997)
- Kingston upon Hull East (1997–2010)
- Kingston upon Hull East (2010–2024)
- Kingston upon Hull East (od 2024)